# Висока церква
Висо́ка це́рква (англ. High church) — напрям у протестантизмі, що прагне до збереження дореформаційного традиційного богослужіння.
Первісно «високоцерковний» рух з'явився в надрах англіканства, та пізніше набув популярності в частини лютеран, наприклад, став головним напрямом у Церкві Швеції. «Висока церква» наполягає на важливості використання церковних шат, додержанні традицій церковної архітектури та середньовічної музики під час богослужінь. Вона протистоїть руху «низької церкви», що заперечує необхідність цього.
У першій пол. XVII ст. в Англії прихильність архієпископа Кентерберійського Вільяма Лода до доктрин Високої церкви становила важливу частину конфлікту Карла I з Довгим парламентом (що підпадав під вплив пресвітеріанських ідеалів, низькоцерковних по своїй суті) і стала однією з причин початку Англійської революції. Незважаючи на безпрецедентну в англійській історії страту Лода 1645 року й дальше запекле гоніння в період громадянської війни, після Реставрації Стюартів у 1660, високоцерковний напрям в англіканстві переважив та залишається панівним і донині.